# قطعنامه ۱۲۴۸ شورای امنیت
قطعنامه ۱۲۴۸ شورای امنیت سازمان ملل متحد که در تاریخ ۲۵ ژوئن ۱۹۹۹ تصویب شد، سندی بین‌المللی دربارهٔ پذیرش اعضای تازه در سازمان ملل:جمهوری کیریباتی است. این قطعنامه طی نشست ۴۰۱۶ام تصویب شد.